# Złudzenie wielkości-ciężaru
Złudzenie wielkości-ciężaru (tzw. "złudzenie Charpentiera") – jeśli dwa przedmioty o tej samej masie zostaną włożone do pudełek różnej wielkości, to mniejsze pudełko sprawi wrażenie cięższego. To samo zjawisko dotyczy materiałów konstrukcyjnych: metalowe pojemniki oraz ciemniejsze przedmioty wydają się cięższe niż pojemniki z drewna i jaśniejsze przedmioty o identycznych rozmiarach i masie. Powstało wiele propozycji wyjaśnień tego zjawiska; jedną z nich jest czasowy konflikt pomiędzy wzrokowym a haptycznym układem pamięciowym.